# Бородастик зеленощокий
Бородастик зеленощокий (Psilopogon faiostrictus) — вид дятлоподібних птахів родини бородастикових (Megalaimidae).

## Поширення
Вид поширений в Південно-Східній Азії. Трапляється на півдні Китаю, в Камбоджі, Лаосі, Таїланді та В'єтнамі. Мешкає у широколистяних вічнозелених та змішаних або відкритих лісових масивах на висоті до 900 м над рівнем моря.

## Опис
Птах завдовжки 25-27 см. Це пухкий птах, з короткою шиєю, великою головою і коротким хвостом. Основне забарвлення зелене. Голова та груди коричневі з білими смугами. Вушні покриви зелені. Навколо очей є чорне кільце. Живіт жовтий з зеленими смугами.

## Спосіб життя
Харчується фруктами і комахами. Гніздовий сезон триває з лютого по серпень. Гніздо облаштовують у дуплі, яке спеціально видовбують у дереві. У кладці 2-3 яйця. Інкубація триває 14 днів. Пташенят годують двоє батьків.